# Chevrolet Corvair
Chevrolet Corvair — американский автомобиль компакт-класса, выпускавшийся подразделением корпорации GM Chevrolet с 1959 по 1969 год. Изначально позиционировался GM как компактный автомобиль начальной ценовой категории. Однако попытка обосноваться в этой рыночной нише не удалась, и впоследствии была предпринята попытка сместить позиционирование модели в сторону компактного спортивного автомобиля, аналога «импортных» (европейских) спортивных автомобилей и менее дорогой альтернативы Chevrolet Corvette.
Во многом именно «размытое» позиционирование, а также — практически полное отсутствие рекламы в последние годы выпуска, кроме того — стойкое предубеждение автомобильного сообщества, вызванное публикацией книги Ральфа Нейдера «Опасен на любой скорости», главным «героем» одной из глав которой был Chevrolet Corvair как яркий представитель продукции детройтских автопроизводителей, и послужили причиной ухода этой модели с рынка в конце 1960-х без адекватной замены в модельном ряду.

## История

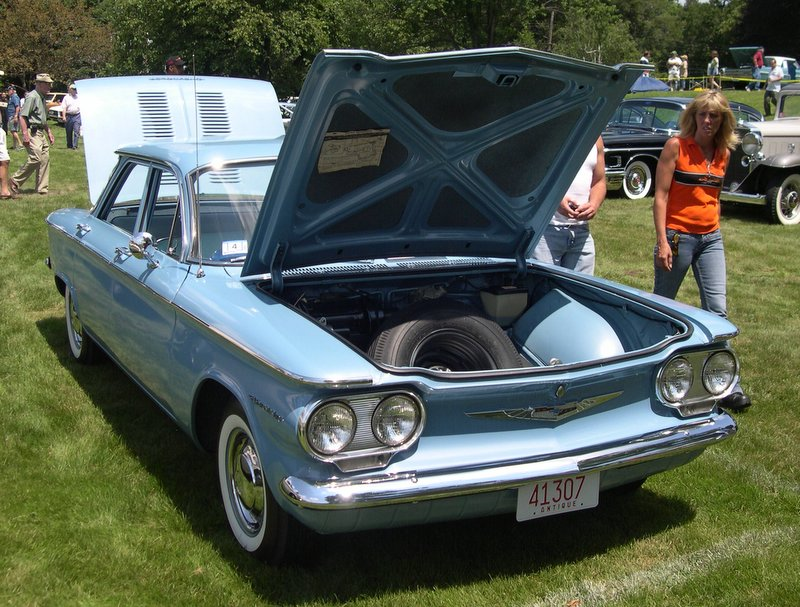
Corvair 1959, вид спереди

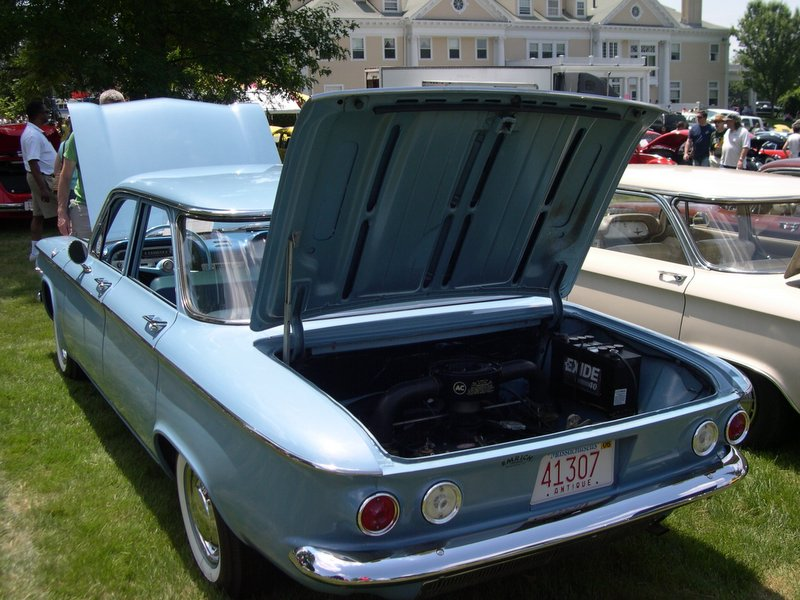
Corvair 1959, вид сзади

Corvair был создан в конце 1950-х годов как ответ на растущий импорт европейских автомобилей с задним расположением двигателя — как малолитражных моделей, вроде «Volkswagen Kaefer», так и спортивных, типа Porsche.
Все поколения представляли собой варианты единого шасси с задним расположением оппозитного шестицилиндрового двигателя воздушного охлаждения, трансмиссией типа «трансэксл» (англ. transaxle) и независимой подвеской всех колёс. На заднюю ось приходилось более 60 % от общей массы автомобиля. Очень плоский и низко расположенный двигатель позволил создавать грузопассажирские версии, фургоны, и даже пикапы, не имевшие выраженного «горба» в полу багажного отделения, как, например, у опытных фургонов на базе «Запорожца».
Гамма кузовов модели первого поколения включала следующие варианты: четырёхдверные седаны Corvair 500 и 700, двухдверное купе Monza и кабриолет на его базе, универсал Lakewood и семейство коммерческих автомобилей вагонной компоновки Corvair 95 (95 — колёсная база этих автомобилей в дюймах, 2413 мм), включавшее фургон Corvan 95 и микроавтобус Greenbrier, пикапы Loadside и Rampside. Corvan 95 имел глухие боковины и 2-створчатую дверь сзади. Пассажирская модификация Greenbrier имела кроме задней, вторую двустворчатую дверь в правой боковине и, в качестве редкой опции, третью такую же слева. У пикапа Loadside откидным был только задний борт, более поздний Rampside имел также откидной борт справа, выполнявший роль трапа для погрузки-разгрузки. Наиболее редкой моделью первого поколения является ранний пикап Loadside, выпущенный в 1962 модельном году в количестве 369 экземпляров.
Независимо от объёма установленного двигателя, Chevrolet Corvair оснащался 3-ступенчатой механической коробкой передач, как опция была доступна автоматическая 2-ступенчатая. За образование топливно-воздушной смеси отвечали два карбюратора (по одному на каждые три расположенные на одной стороне цилиндра).
В 1965 модельном году выпущено второе поколение, получившее полностью новый кузов типа хардтоп. В этом же году снято с производства семейство «Corvair-95». Из ранее обширной гаммы кузовов остались только купе, кабриолет и 4-дверный седан. Введением заднего стабилизатора поперечной устойчивости и новой задней подвески с полуосями, имеющими по два карданных шарнира вместо одного, была устранена отмеченная в книге Нейдера (см. выше) склонность автомобиля к опрокидыванию в высокоскоростных поворотах. В 1966 году прекращено производство в Канаде, а 1967 год стал последним годом выпуска 4-дверного седана. 
В мае 1969 года производство Chevrolet Corvair полностью прекращено.

## Турбированный вариант
Первый в мире серийный автомобиль с турбонаддувом — Chevrolet Corvair Monza Spyder, в основе двигателя которого лежал 2,3-литровый блок. Мощность силового агрегата возросла с 84 до 150 л. с., время разгона с 0 до 100 км/ч сократилось с 21,6 секунд до 10,8 секунд. Турбированный Corvair создавался как альтернатива различным британским спорткарам.